# Белая дверь
«Бе́лая дверь» — песня для музыкального фильма «Сезон чудес» (1985) режиссёра Георгия Юнгвальд-Хилькевича, сочинённая в 1984 году. Исполнитель — Алла Пугачёва, композитор и продюсер — Юрий Чернавский, автор текста — Леонид Дербенёв.

## Создание песни
Аранжировка песни была записана в домашней студии Юрия Чернавского. Запись сольного голоса, музыки и сведение были произведены на студии Пугачёвой в комплексе «Олимпийский», Москва.
Звукорежиссёры — Юрий Чернавский и Александр Кальянов.

## «Белая дверь» и Алла Пугачёва
Песня сразу встала в высшие строчки хит-парадов СССР 1980-х годов. В популярной серии фирмы «Мелодия» — «По Вашим письмам», была выпущена минипластинка «Белая дверь» (1985).
…К тому времени относится работа (А. Пугачёвой — ред.) с композитором Юрием Чернавским (автор музыки к песне «Здравствуй, мальчик Бананан!» из «Ассы»). Песни Чернавского «Белая дверь», «Сирена» и «Отраженье в воде» (текст Л. Дербенёва) можно отнести к самым завораживающим вещам Пугачёвой, а стилистически их определить как психоделический нью-вейв, «Джефферсон Эйрплейн» на новый лад. Все свежее и актуально звучащее до сих пор… 

(ВРЕМЯ Новостей)

«Белая дверь» — А. Пугачёва
в к/ф «Сезон чудес» (1985)

«Белая дверь» на альбоме
Алла Пугачёва «Золотые песни»

…Алла Пугачёва… Согласитесь, без её песен нельзя вообще представить эстраду конца семидесятых и восьмидесятых годов. Например, песня «Белая дверь» из кинофильма «Сезон чудес», наглядно демонстрирует как талант певицы, так и авторов песни…
И аудитория приняла песню очень тепло:
…Я помню, в детстве слышал песню «Белая дверь» в исполнении Аллы Пугачёвой. Как она это пела! Какие у неё были интонации! В её голосе было ожидание чуда, она чувствовала эту романтику, эту сказку, как будто за этой дверью ждет что-то хорошее…
Песня получила обзор на первой пластинке из серии Место встречи; ведущий провёл параллель с песней Линды Ронстадт «You’re No Good» 1974 года.
Песня «Белая дверь» часто транслировалась по Центральному телевидению в музыкальных передачах и киноконцертах.
Песня переиздавалась много раз на пластинках, минипластинках и CD, выходящих по сей день.

## «Through the Eyes of a Child»

«Through the Eyes of a Child»
на альбоме
«Алла Пугачёва в Стокгольме» (1985)

В 1985 году «Белая дверь» вышла в варианте на английском языке под названием «Through the Eyes of a Child», на шведской пластинке Аллы Пугачёвой «Watch Out!». В записи песни, как и большинства других композиций альбома, участвовали следующие шведские музыканты:
- Автор текста — Ингела «Плинг» Форсман (швед. Ingela "Pling" Forsman)
- Леннарт Шёхольм — аранжировка;
- Пер Линдваль (Per Lindvall) — барабаны и перкуссия;
- Рутгер Гуннарсон (Rutger Gunnarson) — бас-гитара;
- Лассе Велландер (Lasse Wellander) — гитара;
- Петер Юнг (Peter Ljung) — клавишные и синтезаторы;
- Лейф Линдваль (Leif Lindvall), Магнус Юханссон (Magnus Johansson), Урбан Виборг (Urban Wiborg), Юхан Стенгорд (Johan Stengard) — духовые;
- Юхан Стенгорд (Johan Stengard) — саксофон-соло;
- Лиза Ёман (Liza Öhman), Лотта Педерсен (Lotta Pedersen), Диана Нунец (Diana Nunez), Лассе Вестман (Lasse Westman), Леннарт Шёхольм (Lennart Sjoholm) — вокальная группа (бэк-вокал).

«Through the Eyes of a Child», вслед за песней «Superman», часто появлялась в чартах Швеции и Финляндии.
В том же году на фирме «Мелодия» песня была выпущена на перепечатке альбома под названием «Алла Пугачёва в Стокгольме».